# Бардини, Александер
Александер Бардини (пол. Aleksander Bardini; 17 ноября 1913 — 30 июля 1995) — польский актёр театра, кабаре, кино, радио и телевидения, также оперный и театральный режиссёр, театральный педагог, художественный руководитель и директор театров.

## Биография
Александер Бардини родился в Лодзи. Актёрское образование получил в Государственном институте театрального искусства в Варшаве, который окончил в 1935 году. Дебютировал в театре в 1935 в Вильно. Во время немецкой оккупации бежал из Львовского гетто. В 1946—1950 годах в США, Канаде и ФРГ. Актёр театров в разных городах (Вильно, Варшава (театр «Атенеум»), Львов, Катовице, Лодзь). Выступал в спектаклях «театра телевидения» в 1957—1994 годах и в радиопередачах. Умер в Варшаве. Похоронен на кладбище Старые Повонзки.

## Избранная фильмография
- 1937 — Галька / Halka
- 1938 — Профессор Вильчур / Profesor Wilczur
- 1962 — Завтра премьера / Jutro premiera
- 1962 — Запоздалые прохожие / Spóźnieni przechodnie
- 1963 — Мансарда / Mansarda
- 1969 — Ведомство / Urząd
- 1970 — Пейзаж после битвы / Krajobraz po bitwie
- 1974 — Убийство в Катамаунте / Zabójstwo w Catamount
- 1976-1977 — Польские пути / Polskie drogi
- 1977 — Дело Горгоновой / Sprawa Gorgonowej
- 1978 — Спираль / Spirala
- 1984 — Баритон / Baryton
- 1984 — Без конца / Bez końca
- 1988 — Где бы ни был… / Gdzieśkolwiek jest, jeśliś jest…
- 1988 — Декалог 2 / Dekalog II
- 1989 — Последний звонок / Ostatni dzwonek
- 1990 — Корчак / Korczak
- 1991 — Двойная жизнь Вероники / La Double Vie de Véronique
- 1992 — Прикосновение руки / Dotknięcie ręki
- 1992 — Виновность невиновного, или Когда лучше спать / Coupable d’innocence ou Quand la raison dort
- 1994 — Три цвета: Белый / Trois Couleurs: Blanc

## Признание
- 1953 — Государственная премия ПНР 3-й степени.
- 1954 — Кавалерский крест Ордена Возрождения Польши.
- 1955 — Государственная премия ПНР 2-й степени.
- 1955 — Медаль «10-летие Народной Польши».
- 1959 — Командорский крест Ордена Возрождения Польши.
- 1963 — Награда «Комитета в дела радио и телевидение».
- 1973 — Награда Министра культуры и искусства ПНР.
- 1976 — Награда Министра культуры и искусства ПНР.
- 1977 — Награда председателя «Комитета в дела радио и телевидение» 1-й степени.
- 1993 — Командорский крест со звездой Ордена Возрождения Польши.
- 1994 — «Wielki Splendor» — приз «Польского радио» лучшему актёру радиопостановок.